# Nel van Vliet
Nel van Vliet, właśc. Petronella van Vliet (ur. 17 stycznia 1926 w Hilversum zm. 4 stycznia 2006 w Naarden) – holenderska pływaczka, mistrzyni olimpijska z 1948.
Nauczyła się pływać dopiero w wieku 16 lat, ale już kilka miesięcy później zdobyła swój pierwszy tytuł mistrzyni Holandii. Po II wojnie światowej osiągała wyniki światowej klasy, ale nie mogła początkowo startować w reprezentacji Holandii, bo nie miała paszportu, gdyż jej ojciec zapomniał zgłosić jej urodzenie do odpowiedniego urzędu stanu cywilnego. Po uzupełnieniu tego braku mogła wyjeżdżać za granicę.
Specjalizowała się w pływaniu stylem klasycznym. Zdobyła złoty medal na 200 metrów stylem klasycznym na mistrzostwach Europy w 1947 w Monte Carlo.
Powtórzyła to osiągnięcie na igrzyskach olimpijskich w 1948 w Londynie, zdobywając złoty medal na tym samym dystansie. Jej zwycięski czas w finale był gorszy o 8 sekund od jej rekordu świata. Wkrótce po igrzyskach złoty medal Van Vliet został skradziony z domu jej rodziców. Erica Terpstra, członkini Holenderskiego Komitetu Olimpijskiego i medalistka olimpijska, ofiarowała Nel van Vliet kopię medalu w 2004.
Nelly van Vliet była trzykrotną mistrzynią Holandii na 200 metrów stylem klasycznym (w 1943, 1946 i 1948). Ustanowiła 12 rekordów świata (w tym 2 w sztafecie).